# Dawson Peak
Dawson Peak är en bergstopp i Antarktis. Den ligger i Östantarktis. Nya Zeeland gör anspråk på området. Toppen på Dawson Peak är 2 201 meter över havet, eller 200 meter över den omgivande terrängen. Bredden vid basen är 1,7 km.
Terrängen runt Dawson Peak är varierad. Trakten är obefolkad. Det finns inga samhällen i närheten.